# Nella Gunning
Petronella Adriana (Nella, Nelly, Nellie) Gunning (Amsterdam, 8 september 1876 – Zwitserland, 30 juni 1956) was een Nederlands violiste.
Ze was dochter van toen oogarts (later hoogleraar oogheelkunde) Willem Marius Gunning en Eva Anna Ramaer. Het gezin uit het geslacht Gunning woonde in woonhuizen aan de Plantage Muidergracht, Spinozastraat en de Hemonylaan. Ze woonde zelf enige tijd aan De Lairessestraat. Ze werd gecremeerd op Westerveld.
Zij kreeg haar muziekopleiding van Joseph Cramer aan de Amsterdams Conservatorium, toog vervolgens naar het Koninklijk Conservatorium Brussel met docent César Thomson en kwam terug naar Amsterdam om er les te nemen bij Carl Flesch. Na haar opleiding trok ze de concertzalen in met bijvoorbeeld concerten met de Arnhemsche en Groningsche Orkestverenigingen. Daarbij overschreed ze soms de landsgrenzen met optredens in Londen, Berlijn en Wenen. De Apeldoornsche courant duidde haar in 1897: "oud-leerlinge van het Amsterdamsche Conservatorium, wier heerlijk vioolspel een schitterend getuigenis aflegt van het uitstekende onderwijs". Ze voerde vioolwerken uit van Wolfgang Amadeus Mozart, Johann Sebastian Bach en Elisabeth Kuyper. In het vioolconcert van die laatste, dat in voorjaar 1913 werd uitgevoerd in samenwerking met "Tentoonstelling De vrouw 1813-1913", was Gunning concertmeester van een orkest dat geheel uit vrouwen bestond. In het najaar was ze onderdeel van hetzelfde orkest in een uitvoering van Kuypers Cantate voor vrouwenkoor, orkest, soli en declamatie op tekst van Margarethe Bruch (dochter van Max Bruch, vriend van de familie Kuyper), die eerder in Berlijn ook al was uitgevoerd.
Ze maakte voorts deel uit van het destijds vermaarde Haagsche Trio met Nora Boas en Betsy Schultze (1902-1906) en later het eveneens bekende Amsterdamsch Trio met Fanny Gelbart en Kato van der Hoeven. Ze verzorgde met de pianiste Marie Landré tussen 1899 en 1921 talloze concerten. Tot diep in de jaren twintig stond/zat ze op het concertpodium, daarna beperkte ze zich vermoedelijke tot lesgeven in Amsterdam en Leiden (plaatselijke muziekschool). 